# HEOS–2
HEOS–2 (Highly Excentric Orbit Satellite), korábban HEOS B az ESRO 1972-ben indított geofizikai műholdja volt.

## Küldetés
Az Európai Űrkutatási Szervezet (ESRO) kettő műholdat bocsátott fel a Földet körülvevő magnetoszféra vizsgálatára.

## Jellemzői
Gyártotta a Thomson Corporation, üzemeltető az ESRO.
Megnevezései: HEOS–2; HEOS B; HEOS B1; COSPAR: 1972-005A; Kódszáma: 5814
1972. január 31-én a Vandenberg légitámaszpontból, az LC–2E (LC–Launch Complex) jelű indítóállásból egy Delta L (564/D87) hordozórakétával állították erősen elnyújtott, nagy excentricitású pályára. A műhold keringési ideje 7477,10 perces, a pályasík inkinációja 89,90 fok volt, így lényegében sarki pályán keringett. Az elliptikus pálya perigeuma 405 km, az apogeuma 240 164 km volt.
Alakja hengeres, bruttó tömege 116 kilogramm. Forgás-stabilizált műhold. Stabilitását gázfúvókák alkalmazásával segítette.  Mérte a bolygóközi tér, a kozmikus részecskék állapotát, a magnetoszféra összetevőit, a mágneses mezőt, a naptevékenységet, a plazma jelenséget. Mért adatait látható állapotban közvetlenül sugározta, nem látható állapotban rögzítette, majd  telemetria rendszerével lejátszotta. Három antennája biztosította az oda-vissza kapcsolatot.
1974. augusztus 5-én 945 nap (2,59 év) után belépett a légkörbe és megsemmisült.

## Külső hivatkozások
- HEOS–2. lib.cas.cz. [2013. október 13-i dátummal az eredetiből archiválva]. (Hozzáférés: 2014. március 14.)
- HEOS–2. nasa.gov. (Hozzáférés: 2014. március 14.)
- HEOS–2. astronautix.com. (Hozzáférés: 2014. március 14.)

| Elődje: HEOS–1 | HEOS-program 1968–1972 | Utódja: Program vége |